# Thalpophila connexa
Thalpophila connexa là một loài bướm đêm trong họ Noctuidae.